# Шадија
Фатма Ахмед Камал Шакер (арапски: فاطمة أحمد كمال شاكر‎; 8. фебруар 1931. – 28. новембар 2017.), познатија под уметничим именом Шадија (شاديا), била је египатска певачица и глумица. Позната је по улогама у комедијама и драмама 50-их и 60-их година 20. века. У Египту и на Блиском истоку је сматрана симболом златног доба египатске кинематографије. Њену певачку каријеру су обележиле многе патриотске песме. Критичари је сматрају најуспешнијом свеобухватном египатском и арапском уметницом свих времена. Њено прво појављивање било је на филму "Azhar wa Ashwak" (Цвеће и трње), а последње на филму "La Tas'alni Man Ana" (Не питај ме ко сам). Улога којом се прославила је у филму "El Maraa El Maghoula" (Непозната жена). Шест њених филмова се налази на листи 100 најбољих египатских филмова 20. века. У априлу 2015. године, постала је прва глумица која је добила почасни докторат Египатске академије уметности.

## Рани живот
Рођенa је као Фатма Ахмед Камал Шакер 1931. године, у Хелмији Ел Гадиди, у Каиру. Шадија је рођена од оца Египћанина Ахмеда Камала Шакера, из Шаркије, и мајке Египћанке. Године 1947. заљубила се у египатског официра из Горњег Египта који је умро током рата 1948. године. Имала је пет сестара и браће. Била је друга најмлађа међу свом браћом и сестрама. Од детињства, Шадија је волела да пева и била је подстицана да се бави музиком у основној школи. Штавише, почела је да глуми са петнаест година. Шадија је била глас Египта током тешких и ратних времена, била је позната по својим египатским патриотским песмама, посебно "Ya Habibti Ya Masr" (О Египту, љубави моја) и "Aqwa Mn El Zaman" (Јаче од времена) . Учествовала је у многим оперетама о Египту и арапском свету укључујући: "Al Watan Al Akbar" (Велика нација),  "El Geel El Sa'ed" (Генерација у успону) и "Soot El Gamaheer" (Глас маса).

## Каријера
Добила је уметничко име „Шадија“ по имену новорођенчета једног од пријатеља њене породице. У свом врхунцу током 1950-их и 1960-их, Шадија је глумила у бројним мелодрамама, љубавним филмовима и комедијама. Међутим, њен музички таленат је поставио за једну од најважнијих египатских филмских звезда своје ере.
Свеукупно, као "Шадија", играла је у више од 100 филмова. Глумила је у више од 30 филмова са глумцем Камалом Ел Шенавијем, а певала је са Фаридом Ел Атрашем и Абделом Халимом Хафезом, као на пример у "Mawe'd Ma'a El Hayah" (Народни идол, 1967.). Такође се појавила са Фатеном Хамамом у "El Mar'a El Maghola" (Непозната жена, 1954.). Остали значајни филмови у којима је глумила су "El les we El Kelab" (Лопов и пси, 1962.) и комични филмови "El Zouga raqam 13" (Супруга број 13, 1962.) и "Meraty Modeer A'am" (Моја жена, генерални директор, 1966). Заиста, Шадија је често добијала лукаве и дрске улогаме, међутим, играла је и озбиљне улоге, као на пример у "El Tareeq"  (Пут, 1964.) и у сценској верзији "Raya and Sakina" (Рај и Сакин, 1953.), која је заснована на истинитој причи о двојици александријских серијских убица у режији Хусеина Камала.
Шадија је такође продуцирала два филма, а такође се појавила у неколико филмова у Јапану.
По повратку са премијере „Раја и Сакина“, Шадија је изјавила да је те ноћи озбиљно размишљала о идеји покајања. Следећег јутра је обавестила своје продуценте да од тада не жели да учествује у представи, али је на крају обећала да ће завршити посао када су они инсистирали да то уради. Након тога, Шадија се повукла из филмске и музичке индустрије и отишла на Умру у Меку, где је упознала популарног египатског учењака Азхари Шеика Ел Шаравија. Њен сусрет са Ел-Шаравијем утицао је на Шадију да донесе коначну одлуку да почне да носи хиџаб.
Њена песма "Ya Habibti Ya Masr" (О Египту, љубави моја), сматрана је једном од најбољих патриотских песама икада. Током ТВ интервјуа, Шадија је о својој чувеној патриотској песми рекла: „Када певам свом дому, то је још романтичније и искреније од било које романтичне песме. Овде певам свом дому, својој земљи. Постојао је период када је име Египта избрисано (Насерова ера), али име Египта никада неће бити избрисано из наших срца“. Након скоро 25 година од њеног пензионисања, Шадијина песма је постала химна Египатске револуције 2011. године.

## Болест и смрт
Шадија је хоспитализована 4. новембра 2017. након што је претрпела масивни мождани удар у Каиру. Она је стављена на интензивну негу. Њен нећак Калед Шекер рекао је током телевизијског телефонског разговора да се опоравила од можданог удара и да може да идентификује своје рођаке и људе око себе. Додао је, међутим, да је њену болест закомпликовала упала плућа, упркос њеном опоравку. Шадијино стање се стабилизовало 9. новембра, а председник Абдел Фатах ел-Сиси ју је посетио тог дана у болници Ал-Гала. Шадија је касније рекла да су прве речи које је изговорила након опоравка биле „Желим да идем кући“, али да је уопштено имала потешкоћа са говором.
Дана 28. новембра, Шадија је умрла од респираторне инсуфицијенције изазване упалом плућа.

## Филмографија[13]
| Година | Наслов (српски језик)              | Наслов (арапски језик)                                |
| ------ | ---------------------------------- | ----------------------------------------------------- |
| 1947.  | Цвеће и трње                       | Azhar wa Ashwak (أزهار و أشواك)                       |
| 1947.  | Памет на одмору                    | El Aql Fi Agazah (العقل في اجازة)                     |
| 1947.  | Голуб мира                         | Hamamet El Salam (حمامة السلام)                       |
| 1948.  | Правда раја                        | 'Adl El Sama (عدل السماء)                             |
| 1948.  | Душа и тело                        | El Ruh W El Gasad (الروح و الجسد)                     |
| 1949.  | Говор људи                         | Kalam El Nas (كل ام الناس)                            |
| 1949.  | Надија                             | Nadia (ناديه)                                         |
| 1949.  | Власник Милимса                    | Sahebat El Malalim (صاحبة الملاليم)                   |
| 1949.  | Вече гозбе                         | Lilet El Id (ليلة العيد)                              |
| 1950.  | Херој                              | El Batal (البطل)                                      |
| 1950.  | Сат за твоје срце                  | Sa'ah L Qalbak (ساعة لقلبك)                           |
| 1950.  | Седма жена                         | El Zogah El Sab'ah (الزوجة السابعة)                   |
| 1950.  | Извини цвете                       | Ma'leshsh Ya Zahr (معلش يا زهر)                       |
| 1950.  | Људи су били неправедни према мени | Zalamuni El Nas (ظلموني الناس)                        |
| 1950.  | Дани моје младости                 | Ayam Shababi (أيام شبابي)                             |
| 1951.  | Заузет са другима                  | Mashghul B Gheri (مشغول بغيري)                        |
| 1951.  | Вече венчања                       | Lilet El Hennah (ليلة الحنة)                          |
| 1951.  | Господин лав                       | El Sab' Afandi (السبع أفندي)                          |
| 1951.  | Слушалица телефона                 | Sama'et El Telephone (سماعة التليفون)                 |
| 1951.  | У љубави заједно                   | Fi El Hawa Sawa (فى الهوا سوا)                        |
| 1951.  | Олуја у пролеће                    | Asefah Fi El Rabi (عاصفة في الربيع)                   |
| 1951.  | Караван се креће                   | El Qafela Tasir (القافلة تسير)                        |
| 1951.  | Моја деца                          | Awladi (أولادي)                                       |
| 1951.  | Моја свекрва је атомска бомба      | Hamati Qonbelah Zariyyah (حماتي قنبلة ذرية)           |
| 1951.  | Коме се жалим?                     | Ashki l Min (أشكي لمين)                               |
| 1951.  | Свет је сладак                     | El Donya Helwah (الدنيا حلوه)                         |
| 1951.  | Стрпљење је добро                  | El Sabr Gamil (الصبر جميل)                            |
| 1951.  | Капи росе                          | Qatr El Nada (قطر الندى)                              |
| 1952.  | Нада                               | Amal (آمال)                                           |
| 1952.  | Убица мајке                        | El Omm El Qatelah (الأم القاتلة)                      |
| 1952.  | Кућа кријумчара                    | Bit El Nattash (بيت النتاش)                           |
| 1952.  | Бес родитеља                       | Ghadab El Waledain (غضب الوالدين)                     |
| 1952.  | Љубав нема лек                     | El Hawa Malush Dawa (الهوا ملوش دوا)                  |
| 1952.  | Добра кожа                         | Boshret Khir (بشرة خير)                               |
| 1952.  | Несрећан                           | Qalil El Bakht (قليل البخت)                           |
| 1952.  | Девојка обале                      | Bent al Shati (بنت الشاطئ)                            |
| 1952.  | Долазак богиње                     | Qaddam El Khir (قدم الخير)                            |
| 1952.  | Мој живот си ти                    | Hayati Enta (حياتي انت)                               |
| 1952.  | Огрешио сам се о своју душу        | Zalamt Rohi (ظلمت روحى)                               |
| 1952.  | Кривица оца                        | Ghaltet Abb (غلطة أب)                                 |
| 1952.  | Доле империјализам                 | Yasqot El Este'mar (يسقط الاستعمار)                   |
| 1953.  | Твоја срећа ове недеље             | Hazzak Haza El Esbu (حظك هذا الاسبوع)                 |
| 1953.  | Мој љубавник и ја                  | Ana W Habibi (انا و حبيبي)                            |
| 1953.  | Сведочење људи                     | Eshhadu Ya Nas (اشهدوا يا ناس)                        |
| 1953.  | Између два срца                    | Bin Qalbin (بين قلبين)                                |
| 1953.  | Права реч                          | Kelemet Haqq (كلمة حق)                                |
| 1953.  | Твој језик је твој коњ             | Lesanak Hosanak (لسانك حصانك)                         |
| 1953.  | Продавац хлеба                     | Baeat El Khobz (بائعة الخبز)                          |
| 1953.  | Искрени лопов                      | El Less El Sharif (اللص الشريف)                       |
| 1953.  | Сам сам                            | Maleesh Hadd (ماليش حد)                               |
| 1954.  | Састанак са животом                | Maw'ed Ma' El Hayah (موعد مع الحياة)                  |
| 1954.  | Јаче од љубави                     | Aqwa Men al Hobb (أقوى من الحب)                       |
| 1954.  | Авантуре Исмаила Јасина            | Moghamarat Ismail Yasin (مغامرات اسماعيل ياسين)       |
| 1954.  | Ја сам љубав                       | Ana El Hobb (انا الحب)                                |
| 1954.  | Хавина ћерка                       | Banat Hawa (بنات حواء)                                |
| 1954.  | Ћерка комшија                      | Bent el Giran (بنت الجيران)                           |
| 1954.  | Хорор од девојке                   | Sharaf El Bent (شرف البنت)                            |
| 1954.  | Неправда је забрањена              | El Zolm Haram (الظلم حرام)                            |
| 1954.  | Не мисли                           | Ewa Tefakkar (إوعى تفكر)                              |
| 1954.  | Право на овлашћење                 | Elhaquni B El Mazun (الحقونى بالمأذون)                |
| 1954.  | Жене не могу да лажу               | El Setat Ma Yerafush Yekdebu (الستات مايعرفوش يكدبوا) |
| 1954.  | Ноћ мог живота                     | Lilah Men Omri (ليله من عمري)                         |
| 1955.  | Мелодија лојалности                | Lahn El Wafa (لحن الوفاء)                             |
| 1955.  | Обала сећања                       | Shati El Zekrayat (شاطئ الذكريات)                     |
| 1956.  | Младост жене                       | Shabab Emraah (شباب امرأة)                            |
| 1956.  | Збогом у зору                      | Wada Fi El Fagr (وداع في الفجر)                       |
| 1956.  | Пролеће љубави                     | Rabi El Hobb (ربيع الحب)                              |
| 1956.  | Пробуђене очи                      | Oyun Sahranah (عيون سهرانة)                           |
| 1956.  | Далила                             | Dalilah (دليله)                                       |
| 1956.  | Збогом твојој љубави               | Wadat Hobbak (ودعت حبك)                               |
| 1957.  | Лавахез                            | Lawahez (لواحظ)                                       |
| 1957.  | Ти си мој љубавник                 | Enta Habibi (انت حبيبي)                               |
| 1958.  | Ватрена љубав                      | Hobb men Nar (حب من نار)                              |
| 1958.  | Грешка мог љубавника               | Ghaltet Habibi (غلطة حبيبي)                           |
| 1958.  | Одбегли                            | El Harebah (الهاربة)                                  |
| 1958.  | Срца девица                        | Qolub El 'Azara (قلوب العذارى)                        |
| 1959.  | Сажали се срце моје                | Erham Qalbi (إرحم قلبي)                               |
| 1959.  | Гнездо љубави                      | Esh al Gharam (عش الغرام)                             |
| 1959.  | Непозната жена                     | El Marah El Maghulah (المرأة المجهولة)                |
| 1960.  | Агонија љубави                     | Lawat El Hobb (لوعة الحب)                             |
| 1960.  | Заједно заувек                     | Ma'an Ela Al Abad (معاً إلى الأبد)                     |
| 1961.  | Не сећај ме се                     | La Tazkorini (لا تذكريني)                             |
| 1961.  | Школарка                           | Al Telmizah (التلميذة)                                |
| 1962.  | Жена број 13                       | El Zugah Raqam 13 ( الزوجة رقم 13)                    |
| 1962.  | Заборави свет                      | Ensa El Donya (إنسى الدنيا)                           |
| 1962.  | Жена у вртлогу                     | Emraah Fi Dawwamah (امرأة في دوامة)                   |
| 1962.  | Лопов и пси                        | El Less Wа El Kelab (اللص و الكلاب)                   |
| 1962.  | Чудо                               | Al Mo'gezah (المعجزة)                                 |
| 1963.  | На обалама Нила                    | Ala Defaf El Nil (على ضفاف النيل)                     |
| 1963.  | Каиро ноћу                         | Al Qahera Fi El Lil (القاهرة في الليل)                |
| 1963.  | Мадак                              | Zoqaq al Madaq (زقاق المدق)                           |
| 1963.  | Велика радост                      | Montaha al Farah (منتهى الفرح)                        |
| 1964.  | 1001 ноћ                           | Alf Lilah E Lilah (ألف ليله و ليله)                   |
| 1964.  | Пут                                | El Tariq (الطريق)                                     |
| 1965.  | Дражи од живота                    | Aghla Min Hayati (أغلى من حياتي)                      |
| 1966.  | Моја жена, генерани директор       | Merati Modir Am (مراتي مدير عام)                      |
| 1967.  | Идол маса                          | Mabudet El Gamahir (معبودة الجماهير)                  |
| 1967.  | Понос моје жене                    | Karamet Zawgati (كرامة زوجتي)                         |
| 1968.  | Гоблин моје жене                   | Afrit Merati (عفريت مراتي)                            |
| 1969.  | Укус страха                        | Shi Men El Khuf (شيء من الخوف)                        |
| 1969.  | Полусатни брак                     | Nos Saah Gawaz (نص ساعة جواز')                        |
| 1969.  | Мирамар                            | Miramar (ميرامار)                                     |
| 1970.  | Кројач за даме                     | Khayyat El Sayyidat (خياط للسيدات)                    |
| 1970.  | Не садимо трње                     | Nahno La Nazra El Shuk (نحن لا نزرع الشوك)            |
| 1971.  | Додир нежности                     | Lamset Hanan (لمسة حنان)                              |
| 1972.  | Град светлости                     | Adwa El Madinah (أضواء المدينة)                       |
| 1973.  | Дволично                           | Zat El Waghin (ذات الوجهين)                           |
| 1974.  | Вољена жена                        | Emraah Asheqah (امرأة عاشقة)                          |
| 1974.  | Бегунац                            | El Hareb (الهارب)                                     |
| 1974.  | Забрањена сећања                   | Raghabat Mamnuah (رغبات ممنوعة)                       |
| 1976.  | Таласи без обале                   | Amwag Bela Shati (امواج بلا شاطئ9)                    |
| 1979.  | Сумња мог љубавника                | El Shakk Ya Habibi (الشك يا حبيبي)                    |
| 1981.  | Долина сећања                      | Wadi El Zekrayat (وادي الذكريات)                      |
| 1984.  | Не питај ме ко сам                 | La Tasalni Mann Ana (لا تسألني من انا)                |